# Evropsko prvenstvo v hokeju na ledu 1923
Evropsko prvenstvo v hokeju na ledu 1923 je bilo sedmo Evropsko prvenstvo v hokeju na ledu, ki se je odvijalo med 7. in 11. marcem 1923 v Antwerpu, Belgija. V konkurenci petih reprezentanc, je zlato medaljo osvojila švedska reprezentanca, srebrno francoska, bronasto pa češkoslovaška.

## Dobitniki medalj
| Zlato | Srebro | Bron |
| ŠvedskaAlbin Jansson Einar Lundell Georg Brandius Einar Svensson Birger Holmqvist Karl Björklund Nils Molander Torsten Tegner Gustaf Johansson | FrancijaRobert George Pierre Charpentier Andre Charlet Jaques Chaudron Albert de Rauch Albert Hassler Robert Lacroix Joseph Monard Léon Quaglia | ČeškoslovaškaJaroslav Stránský Jaroslav Řezáč Otakar Vindyš Karel Pešek Vilém Loos Josef Šroubek Jaroslav Jirkovský Josef Maleček Karel Hartmann Karel Koželuh Jan Hamáček Miloslav Fleischmann |

## Tekme
| 7. marec 1923 | Švedska | 4:2 | Češkoslovaška | Antwerp, Belgija |

| Poročilo tekme      | Poročilo tekme | Poročilo tekme | Poročilo tekme | Poročilo tekme |
| ------------------- | -------------- | -------------- | -------------- | -------------- |
| Začetek: ni podatka |                |                |                |                |

| 7. marec 1923 | Belgija | 1:4 | Francija | Antwerp, Belgija |

| Poročilo tekme      | Poročilo tekme | Poročilo tekme | Poročilo tekme | Poročilo tekme |
| ------------------- | -------------- | -------------- | -------------- | -------------- |
| Začetek: ni podatka |                |                |                |                |

| 8. marec 1923 | Belgija | 3:2 | Švica | Antwerp, Belgija |

| Poročilo tekme      | Poročilo tekme | Poročilo tekme | Poročilo tekme | Poročilo tekme |
| ------------------- | -------------- | -------------- | -------------- | -------------- |
| Začetek: ni podatka |                |                |                |                |

| 8. marec 1923 | Švedska | 3:2 | Francija | Antwerp, Belgija |

| Poročilo tekme      | Poročilo tekme | Poročilo tekme | Poročilo tekme | Poročilo tekme |
| ------------------- | -------------- | -------------- | -------------- | -------------- |
| Začetek: ni podatka |                |                |                |                |

| 9. marec 1923 | Francija | 2:1 | Češkoslovaška | Antwerp, Belgija |

| Poročilo tekme      | Poročilo tekme | Poročilo tekme | Poročilo tekme | Poročilo tekme |
| ------------------- | -------------- | -------------- | -------------- | -------------- |
| Začetek: ni podatka |                |                |                |                |

| 9. marec 1923 | Švedska | 6:0 | Švica | Antwerp, Belgija |

| Poročilo tekme      | Poročilo tekme | Poročilo tekme | Poročilo tekme | Poročilo tekme |
| ------------------- | -------------- | -------------- | -------------- | -------------- |
| Začetek: ni podatka |                |                |                |                |

| 10. marec 1923 | Belgija | 0:3 | Češkoslovaška | Antwerp, Belgija |

| Poročilo tekme      | Poročilo tekme | Poročilo tekme | Poročilo tekme | Poročilo tekme |
| ------------------- | -------------- | -------------- | -------------- | -------------- |
| Začetek: ni podatka |                |                |                |                |

| 10. marec 1923 | Francija | 4:2 | Švica | Antwerp, Belgija |

| Poročilo tekme      | Poročilo tekme | Poročilo tekme | Poročilo tekme | Poročilo tekme |
| ------------------- | -------------- | -------------- | -------------- | -------------- |
| Začetek: ni podatka |                |                |                |                |

| 11. marec 1923 | Češkoslovaška | 10:3 | Švica | Antwerp, Belgija |

| Poročilo tekme      | Poročilo tekme | Poročilo tekme | Poročilo tekme | Poročilo tekme |
| ------------------- | -------------- | -------------- | -------------- | -------------- |
| Začetek: ni podatka |                |                |                |                |

| 11. marec 1923 | Belgija | 1:9 | Švedska | Antwerp, Belgija |

| Poročilo tekme      | Poročilo tekme | Poročilo tekme | Poročilo tekme | Poročilo tekme |
| ------------------- | -------------- | -------------- | -------------- | -------------- |
| Začetek: ni podatka |                |                |                |                |

### Končni vrstni red
OT-odigrane tekme, z-zmage, n-neodločeni izidi, P-porazi, DG-doseženo goli, PG-prejeti goli, GR-gol razlika, T-točke.
| #  | Reprezentanca | OT | Z | N | P | DG | PG | GR  | T |
| -- | ------------- | -- | - | - | - | -- | -- | --- | - |
| 1. | Švedska       | 4  | 4 | 0 | 0 | 23 | 6  | +17 | 8 |
| 2. | Francija      | 4  | 3 | 0 | 1 | 13 | 8  | +5  | 6 |
| 3. | Češkoslovaška | 4  | 2 | 0 | 2 | 16 | 9  | +7  | 4 |
| 4. | Belgija       | 4  | 1 | 0 | 3 | 5  | 18 | -13 | 2 |
| 5. | Švica         | 4  | 0 | 0 | 4 | 7  | 23 | -16 | 0 |

Najboljši strelec
- Léon Quaglia, 10 golov